# 500 kilomètres de Suzuka 1988
Navigation
Édition précédente
Les 500 kilomètres de Suzuka 1988, disputées le 10 avril 1988 sur le Circuit de Suzuka, ont été la deuxième manche du  Championnat du Japon de sport-prototypes 1988.

## La course

### Classement de la course
Voici le classement officiel au terme de la course,.
- Les premiers de chaque catégorie du championnat du monde sont signalés par un fond jaune.
- Pour la colonne Pneus, il faut passer le curseur au-dessus du modèle pour connaître le manufacturier de pneumatiques.
- Les voitures ne réussissant pas à parcourir 75% de la distance du gagnant sont non classées (NC).

| Pos  | Classe | no  | Écurie                         | Pilotes                                           | Châssis                             | Pneus | Tours | Temps                 |
| Pos  | Classe | no  | Écurie                         | Pilotes                                           | Moteur                              | Pneus | Tours | Temps                 |
| ---- | ------ | --- | ------------------------------ | ------------------------------------------------- | ----------------------------------- | ----- | ----- | --------------------- |
| 1    | C      | 25  | Rothmans Porsche Team Schuppan | Eje Elgh Maurizio Sandro Sala                     | Porsche 962C                        | D     | 86    | 2 h 59 min 12 s 876   |
| 1    | C      | 25  | Rothmans Porsche Team Schuppan | Eje Elgh Maurizio Sandro Sala                     | Porsche Type-935 3,0 l Flat-6 Turbo | D     | 86    | 2 h 59 min 12 s 876   |
| 2    | C      | 100 | Trust Racing Team              | Vern Schuppan George Fouché                       | Porsche 962C GTi                    | D     | 86    |                       |
| 2    | C      | 100 | Trust Racing Team              | Vern Schuppan George Fouché                       | Porsche Type-935 3,0 l Flat-6 Turbo | D     | 86    |                       |
| 3    | C      | 16  | Leyton House Racing Team       | Kris Nissen Harald Grohs                          | Porsche 962CK6                      | B     | 86    |                       |
| 3    | C      | 16  | Leyton House Racing Team       | Kris Nissen Harald Grohs                          | Porsche Type-935 3,0 l Flat-6 Turbo | B     | 86    |                       |
| 4    | C      | 27  | FromA Racing                   | Hideki Okada Stanley Dickens                      | Porsche 962C                        | B     | 86    |                       |
| 4    | C      | 27  | FromA Racing                   | Hideki Okada Stanley Dickens                      | Porsche Type-935 3,0 l Flat-6 Turbo | B     | 86    |                       |
| 5    | C      | 37  | Toyota Team Tom's              | Stefan Johansson Tiff Needell                     | Toyota 88C                          | B     | 85    | + 1 tour              |
| 5    | C      | 37  | Toyota Team Tom's              | Stefan Johansson Tiff Needell                     | Toyota 3S-GTM 2,1 l I4 Turbo        | B     | 85    | + 1 tour              |
| 6    | C      | 23  | Nissan Motorsport              | Kazuyoshi Hoshino Kenji Takahashi (de)            | Nissan R88C                         | B     | 84    | + 2 tours             |
| 6    | C      | 23  | Nissan Motorsport              | Kazuyoshi Hoshino Kenji Takahashi (de)            | Nissan VEJ30 3,0 l V8 Turbo         | B     | 84    | + 2 tours             |
| 7    | C      | 201 | Mazdaspeed                     | Yoshimi Katayama Yojiro Terada Takashi Yorino     | Mazda 767                           | D     | 81    | + 5 tours             |
| 7    | C      | 201 | Mazdaspeed                     | Yoshimi Katayama Yojiro Terada Takashi Yorino     | Mazda 13J 2,6 l 4-Rotor             | D     | 81    | + 5 tours             |
| 8    | B      | 151 | British Barn Racing Team       | Jiro Yoneyama Fukuyama                            | JTK 63C                             | D     | 79    | + 7 tours             |
| 8    | B      | 151 | British Barn Racing Team       | Jiro Yoneyama Fukuyama                            | Ford Cosworth DFL 3,3 l V8 Atmo     | D     | 79    | + 7 tours             |
| 9    | C      | 32  | Nissan Motorsports             | Masahiro Hasemi Aguri Suzuki                      | Nissan R88C                         | B     | 77    | + 9 tours             |
| 9    | C      | 32  | Nissan Motorsports             | Masahiro Hasemi Aguri Suzuki                      | Nissan VRH30 3,0 l V8 Turbo         | B     | 77    | + 9 tours             |
| 10   | C      | 50  | SARD                           | Syuuroku Sasaki Tsunehisa Asai                    | SARD MC88S                          | D     | 76    | + 10 tours            |
| 10   | C      | 50  | SARD                           | Syuuroku Sasaki Tsunehisa Asai                    | Toyota 3S-GTM 2,1 l I4 Turbo        | D     | 76    | + 10 tours            |
| 11   | A      | 87  | Yoshifumi Yamazaki             | Yoshifumi Yamazaki Masaki Oohashi                 | West 87S                            | D     | 74    | + 12 tours            |
| 11   | A      | 87  | Yoshifumi Yamazaki             | Yoshifumi Yamazaki Masaki Oohashi                 | Mazda                               | D     | 74    | + 12 tours            |
| 12   | A      | 48  | Gorou Suzuki                   | Keiichi Mizutani Norizaku Tomiyasu                | Oscar SK85                          | D     | 74    | + 12 tours            |
| 12   | A      | 48  | Gorou Suzuki                   | Keiichi Mizutani Norizaku Tomiyasu                | Mazda                               | D     | 74    | + 12 tours            |
| 13   | A      | 77  | Kazuo Ukita                    | Kazuo Ukita Norihiro Takeda Hiroshi Yonetani      | Oscar SK85                          | D     | 74    | + 12 tours            |
| 13   | A      | 77  | Kazuo Ukita                    | Kazuo Ukita Norihiro Takeda Hiroshi Yonetani      | Mazda                               | D     | 74    | + 12 tours            |
| 14   | C      | 230 | Shizumatsu Racing              | Syuuji Fujii Fujieda                              | Mazda 757                           | D     | 71    | + 15 tours            |
| 14   | C      | 230 | Shizumatsu Racing              | Syuuji Fujii Fujieda                              | Mazda 13G 2,0 l 3-Rotor             | D     | 71    | + 15 tours            |
| 15   | A      | 9   | Keiichi Kosaka                 | Keiichi Kosaka Masayoshi Furuya Souichirou Tanaka | West 85S                            | D     | 70    | + 16 tours            |
| 15   | A      | 9   | Keiichi Kosaka                 | Keiichi Kosaka Masayoshi Furuya Souichirou Tanaka | Mazda                               | D     | 70    | + 16 tours            |
| 16   | A      | 14  | RS Yamada                      | Junji Okada Mitsuo Yamamoto                       | West 83S II                         | D     | 70    | + 16 tours            |
| 16   | A      | 14  | RS Yamada                      | Junji Okada Mitsuo Yamamoto                       | Mazda                               | D     | 70    | + 16 tours            |
| 17   | A      | 30  | Auto In'nan                    | Seiji Imoto Tadao Yamauchi                        | Oscar SK85                          | D     | 58    | + 28 tours            |
| 17   | A      | 30  | Auto In'nan                    | Seiji Imoto Tadao Yamauchi                        | Mazda                               | D     | 58    | + 28 tours            |
| Abd. | C      | 36  | Toyota Team Tom's              | Geoff Lees Masanori Sekiya                        | Toyota 88C                          | B     | 82    | Abandon               |
| Abd. | C      | 36  | Toyota Team Tom's              | Geoff Lees Masanori Sekiya                        | Toyota 3S-GTM 2,1 l I4 Turbo        | B     | 82    | Abandon               |
| Abd. | B      | 101 | Unicorn Racing                 | Masami Shirai Syunji Abe                          | MCS Guppy                           | D     | 73    | Sortie de piste       |
| Abd. | B      | 101 | Unicorn Racing                 | Masami Shirai Syunji Abe                          | Mazda                               | D     | 73    | Sortie de piste       |
| Abd. | C      | 15  | Leyton House Racing Team       | Naoki Nagasaka Kaoru Hoshino Masahiko Kageyama    | Porsche 962C                        | B     | 69    | Suspension            |
| Abd. | C      | 15  | Leyton House Racing Team       | Naoki Nagasaka Kaoru Hoshino Masahiko Kageyama    | Porsche Type-935 3,0 l Flat-6 Turbo | B     | 69    | Suspension            |
| Abd. | C      | 1   | Advan Alpha Nova               | Kunimitsu Takahashi Kazou Mogi                    | Porsche 962C                        | Y     | 58    | Moteur                |
| Abd. | C      | 1   | Advan Alpha Nova               | Kunimitsu Takahashi Kazou Mogi                    | Porsche Type-935 3,0 l Flat-6 Turbo | Y     | 58    | Moteur                |
| Abd. | A      | 6   | West Racing Cars               | Seiichi Sodeyama Yoshiyuki Ogura                  | West 87S                            | D     | 55    | Moteur                |
| Abd. | A      | 6   | West Racing Cars               | Seiichi Sodeyama Yoshiyuki Ogura                  | Mazda                               | D     | 55    | Moteur                |
| Abd. | C      | 55  | Omron Racing Team              | Kenny Acheson Emanuele Pirro                      | Porsche 962C                        | D     | 38    | Moteur                |
| Abd. | C      | 55  | Omron Racing Team              | Kenny Acheson Emanuele Pirro                      | Porsche Type-935 3,0 l Flat-6 Turbo | D     | 38    | Moteur                |
| Abd. | C      | 85  | Person's Racing Team           | Takao Wada Anders Olofsson                        | March 88S                           | Y     | 31    | Transmission          |
| Abd. | C      | 85  | Person's Racing Team           | Takao Wada Anders Olofsson                        | Nissan VG30ET 3,2 l V6 Turbo        | Y     | 31    | Transmission          |
| Abd. | A      | 31  | Horii Racing Sport             | Nobuyoshi Horii Tadao Shin'ya Hajime Kajiwara     | Oscar SK85                          | B     | 13    | Arbre de transmission |
| Abd. | A      | 31  | Horii Racing Sport             | Nobuyoshi Horii Tadao Shin'ya Hajime Kajiwara     | Mazda                               | B     | 13    | Arbre de transmission |
| Abd. | C      | 3   | Auto Beaurex Motorsport        | Steven Andskär Andrew Gilbert-Scott               | Toyota 86C                          | D     | 4     | Joint de culasse      |
| Abd. | C      | 3   | Auto Beaurex Motorsport        | Steven Andskär Andrew Gilbert-Scott               | Toyota 3S-GTM 2,1 l I4 Turbo        | D     | 4     | Joint de culasse      |

## Pole position et record du tour
- Pole position :  Vern Schuppan /  George Fouché (#100 Trust Racing Team) en 1 min 50 s 665
- Meilleur tour en course :  Hideki Okada /  Stanley Dickens (#27 FromA Racing) en 1 min 56 s 691

## À noter
- Longueur du circuit : 5,859 km
- Distance parcourue par les vainqueurs : 503,911 km